# Mellisa Hollingsworth
Mellisa Hollingsworth (* 4. Oktober 1980 in Lacombe, Alberta; ehemals verheiratete Mellisa Hollingsworth-Richards) ist eine ehemalige kanadische Skeletonpilotin.

## Werdegang
Mellisa Hollingsworth debütierte im Dezember 1996 in Königssee im Skeleton-Weltcup und kam auf den zweiten Platz hinter Steffi Hanzlik. Weitere gute Platzierungen erreichte sie in den Folgejahren mehrfach. Im Gesamtweltcup war sie 1997 Siebte, 1999 und 2000 Fünfte, 2003 Sechste und 2004 und 2005 Achte. Bei der Skeleton-Weltmeisterschaft 2000 in Igls holte Hollingsworth hinter Steffi Hanzlik bei den ersten Weltmeisterschaften der Skeletonfrauen die Silbermedaille. 2003 in Nagano wurde sie Fünfte.
Erst zum Beginn der Saison 2005/06 in Calgary und im weiteren Verlauf der Saison in Königssee konnte sie Weltcuprennen gewinnen. Die Saison beendete sie als Gewinnerin des Gesamtweltcups, nachdem sie in allen sieben Saisonrennen Podiumsplätze erreicht hatte. Bei den Olympischen Spielen 2006 gewann sie die Bronzemedaille hinter Maya Pedersen-Bieri und Shelley Rudman. 2006/07 pausierte sie und nahm 2007/08 wieder am Weltcup teil, wo sie einen zweiten und einen dritten Platz erreichte und in der Gesamtwertung Dritte wurde; bei den Weltmeisterschaften wurde sie Sechste. In der Saison 2008/09 stand sie viermal auf dem Podium und wurde Siebte im Gesamtweltcup, bei der Weltmeisterschaft 2009 wurde sie im Einzel erneut Sechste und mit dem Team Kanada I Vierte.
In der olympischen Saison 2009/10 gewann Hollingsworth zum zweiten Mal den Gesamtweltcup. In Lake Placid und Königssee gewann sie zwei der acht Saisonrennen, zudem war sie zweimal Zweite und dreimal Drittplatzierte. Damit verpasste sie nur im Rennen in Altenberg eine Platzierung auf dem Podium. Sie fuhr damit als Medaillenhoffnung des heimischen Publikums zu den Olympischen Spielen in Vancouver. Nach drei der vier Läufe lag sie aussichtsreich auf dem zweiten Rang, fiel jedoch nach einem fehlerhaften letzten Lauf noch auf Platz 5 zurück.
In der Saison 2010/11 wurde sie in der Weltcup-Gesamtwertung Dritte. Sie erreichte drei Podestplatzierungen, konnte aber kein Rennen gewinnen. Bei der Skeleton-Weltmeisterschaft 2011 gewann sie im Mannschaftswettbewerb und im Einzel jeweils Bronze. 2011/12 konnte sie zwei weitere Weltcup-Rennen gewinnen und wurde insgesamt Vierte. Bei der Weltmeisterschaft 2012 wurde sie hinter Katie Uhlaender Vizeweltmeisterin und gewann im Team erneut Bronze. 2013 wurde sie Sechste im Gesamtweltcup und Fünfte bei der Weltmeisterschaft. 2014 startete sie nur in vier der acht Weltcup-Rennen, womit sie den 17. Platz erreichte. Sie nahm 2014 zum dritten und letzten Mal an den Olympischen Spielen teil und verabschiedete sich mit einem elften Rang vom Skeletonsport, wobei sie im letzten Lauf die zweitbeste Zeit erreichte.
Hollingsworth wurde zwischen 1996 und 2011 fünfmal kanadische Meisterin, viermal Vizemeisterin und einmal Dritte und ist damit Rekordmeisterin ihres Landes.

## Persönliches
Mellisa Hollingsworth wuchs in der Kleinstadt Eckville auf und lebt in Airdrie. Sie ist eine Cousine des ehemaligen Skeletonpilots Ryan Davenport, er brachte sie zum Skeletonsport, als sie 15 Jahre alt war. Ihr Vater züchtet Rodeo-Pferde und Mellisa Hollingsworth bestreitet selbst Rodeo-Wettkämpfe.
Im Sommer 2005 heiratete sie einen Rodeoreiter, mittlerweile ist das Paar geschieden.